# Langeliniebroen
Langeliniebro er en bro mellem Østbanegade og Langelinie i København. Broen er en gang- og cykelbro, der fører over Østerport Stations sporterræn samt Folke Bernadottes Allé.
Den første bro på stedet blev opført 1892-1894 i forbindelse med anlægget af Københavns Frihavn, men den blev nedrevet 1992, da der ikke kunne findes sponsorer til at istandsætte den. I stedet etableredes en midlertidig bro, der stod indtil den tredje og nuværende bro blev etableret i 2005-2006.

## Historie
Den første Langeliniebro var en innovativ stålgitterbro med cantileverkonstruktion, der lå på samme sted som den nuværende, hvor den forbandt forbandt Østbanegade på Østerbro med Kastellet og Københavns Frihavn. Broen var tegnet af ingeniør og professor Asger Ostenfeld og opført 1892-1894 i forbindelse med anlægget af Frihavnen.
Broen blev nødvendig, da det nye banelegeme og rangerterræn til Østerport Station samt Folke Bernadottes Allé (opr. Søndre Frihavnsvej) ville komme til at spærre for forbindelsen mellem Østerbro og Kastellet, der delvist var blevet omdannet til offentlig park ved landskabsarkitekten H.A. Flindt, samt hindre adgangen til den nye Langeliniepromenade på Østmolen i Frihavnen, der var tegnet af Vilhelm Dahlerup.
På Østerbro-siden af Langeliniebroen blev der opført to monumentale beboelsesejendomme, Gefion og Gylfe, Østbanegade 19 og 21, der var symmetriske omkring en portbygning af granit. Oprindeligt havde kommunens planlæggere tænkt sig at fortsætte broens linjeføring i et gadeforløb gennem Østerbro i retning mod Østerbrogade, hvilket berettigede en monumental indramning af gaden Mandalsgade. Ejendommene, der stadig findes, er opført 1901-1902 i en pastiche over hollandsk renæssancestil efter tegninger af arkitekten Philip Smidth.
I 1986 blev den faldefærdige bro lukket for biltrafik, hvorefter en årelang strid mellem Københavns Kommune og Københavns Havn opstod over ansvaret for broens forfald og fremtidige vedligeholdelse. Det stod klart, at det ville være billigere at istandsætte broen end at bygge en ny; til gengæld ville broens langsigtede vedligeholdelse være dyrere end hvis man stod med en bro bygget af eksempelvis beton.
En fredning af Langeliniebroen blev foreslået i februar 1987 af DTU-professorerne Niels J. Gimsing (brobygning), Stefan Ott (byplanlægning) og N.O. Jørgensen (trafik). Og i maj samme år udtalte Det særlige Bygningssyn, at det fandt broen fredningsværdig som en bygningshistorisk interessant brokonstruktion og et betydningsfuldt eksempel på professor Ostenfeldts arbejder. Havnevæsenet meddelte dog den 19. februar 1988, at man ikke kunne tiltræde den indstillede fredning.
Bevaringsforeninger og industrihistorikere betonede, at broen var en milepæl i dansk ingeniørkunst, idet den i sin konstruktion foregreb den senere Lillebæltsbro fra 1935, men alligevel blev den ikke reddet. Man havde forgæves henvendt sig til  A.P. Møller Fonden om økonomisk hjælp. Broen blev skåret i stykket og nedtaget i 1992 og opbevaret i et pakhus i havnen. Senere kom det frem, at den var blevet skrottet.
En ny Langeliniebro af beton og stål blev først påbegyndt marts 2005, og broen blev åbnet 31. maj 2006. Indtil da havde en midlertidig cykel- og fodgængerbro været eneste trafikforbindelse.